# Sprengbombe
Sprengbomben im weiteren Sinne sind Fliegerbomben, die ihre Wirkung durch die Explosion von Sprengstoffen erzeugen. Sprengbomben explodieren „als Ganzes“ meist am Boden durch Aufschlag- oder Zeitzünder.
- Mehrzweckbomben (oft auch nur als Sprengbombe im engeren Sinne bezeichnet; engl. Bezeichnung GP-Bombe – „General Purpose“) sind Sprengbomben mit mittlerer Wanddicke und mittlerer Splitterwirkung. Mehrzweckbomben können vor der Explosion in Gebäude oder den Boden eindringen. An Panzerungen und Verbunkerungen können sie aber abprallen und zerbersten.
- Splitterbomben sind entweder mit einer relativ dickwandigen fragmentierenden Ummantelung versehen oder enthalten zusätzliches Splittermaterial. Sie besitzen einen geringeren Sprengstoffanteil und auch eine geringere Sprengkraft. Sie explodieren in der Luft oder unmittelbar beim Aufschlag, damit die Splitterwirkung nicht im Erdreich verpufft. Bei Explosion der Bombe oberhalb des Bodens, z. B. durch Verwendung eines Dinort-Stabes, ist der Splittereffekt besonders stark. Die Stahlhülle muss nicht besonders gehärtet sein. Der Einsatz erfolgte in der Regel gegen so genannte „Weichziele“ (Menschen, ungepanzerte Fahrzeuge).
- Panzersprengbomben waren ebenfalls dickwandig, bestanden aber aus besonders gehärtetem Stahl, um auch dicke Betondecken oder die gepanzerten Decks der früheren Schlachtschiffe durchschlagen zu können. Ausgestattet waren sie mit Bodenzündern mit Verzögerung, damit die Explosion erst im Inneren des Zieles erfolgte.
- Luftminen bzw. Minenbomben sind dünnwandig, weswegen sie im Verhältnis zur Größe einen höheren Sprengstoffanteil und damit eine besonders hohe Sprengkraft besitzen; die Splitterwirkung ist dagegen gering. Luftminen werden vor allem gegen Gebäude eingesetzt. Sie wurden vor allem im Zweiten Weltkrieg verwendet und waren meist auch größer als „gewöhnliche“ Sprengbomben. Ihre Aufgabe war das Abdecken von Häusern und damit die Freilegung des hölzernen Dachstuhles. Nachfolgend abgeworfene Brandbomben entzündeten diesen, was nicht selten zu Feuerstürmen wie in Hamburg 1943 oder Dresden 1945 führte.
- „Erdbebenbomben“, z. B. Grand Slam, wurden gegen schwer aus der Luft zu zerstörende Bauwerke wie Brücken und Viadukte eingesetzt. Es handelte sich um große Sprengbomben, die absichtlich nicht direkt auf, sondern neben das Ziel abgeworfen wurden und sich tief ins Erdreich bohrten. Die anschließende Explosion hatte einen erdbebenähnlichen Effekt, welches das Zielbauwerk zum Einsturz bringen sollte.